# توماس بريتو لارا
توماس بريتو لارا (بالإسبانية: Tomás Brito Lara)‏ هو سياسي مكسيكي، ولد في 11 يناير 1958 في المكسيك. حزبياً، نشط في حزب الثورة الديمقراطية. وقد انتخب عضو مجلس النواب المكسيك.